# 1778 год в музыке

## События
- 1 января — в Сент-Джеймсском дворце в Лондоне состоялась премьера «When rival nations great in arms» Уильяма Бойса[1].
- 14 января — Вольфганг Амадей Моцарт, во время посещения Мангейма, встретился с композитором, священником и вторым капельмейстером при дворе баварского курфюрста Карла Теодора Георгом Йозефом Фоглером[1], переехавшим в этот город двумя днями ранее.
- 27 января — в Парижской опере прошла премьера первой французской оперы Никколо Пиччини «Роланд»[1].
- 14 февраля — Вольфганг Амадей Моцарт пишет своему отцу Леопольду Моцарту, рассказывая, помимо прочего, как сильно ненавидит сочинять для флейты[1].
- 17 февраля — в Вене была исполнена песня «Die Bergknappen» Игнаца Умлауфа, став первым песнопением австрийского композитора, исполненного в австрийской столице[1].
- 1 марта — Кристоф Виллибальд Глюк возвращается в Вену после десятилетнего пребывания в Париже[1].
- 2 марта — Венская труппа опера-буфф даёт своё последнее представление в венском Национальном театре (Nationaltheater)[1].
- 15 марта — Томас Арн похоронен в Церкви Святого Павла в Ковент-Гардене (Лондон)[1].
- 20 марта — Йиржи Антонин Бенда покидает свой пост капельмейстера при дворе Эрнеста II, герцога Саксен-Кобург-Готского[1].
- 26 марта — семилетний Людвиг ван Бетховен даёт своё первое концертное выступление в Кёльне[1].
- 8 апреля — Антонио Сальери покидает Вену после двенадцатилетнего отсутствия в родной Италии[1].
- 1 мая — Анна Мария Моцарт жалуется на различные недомогания в письме из Парижа. Она умрёт здесь два месяца спустя[1].
- 4 июня — король Великобритании и Ирландии Георг III отмечаёт своё 40-летие; впервые исполняется ода «Arm’d with her native force», написанная Уильямом Бойсом по этому случаю[1].
- 9 июля — Моцарт пишет своему отцу, жалуясь на французский язык и низкий уровень пения[1].
- 13 июля — Леопольд Моцарт узнаёт о смерти своей жены от друга семьи Аббе Йозефа Буллингера[1].
- 24 июля — в Санкт-Петербурге при российском дворе состоялась премьера оперы Джованни Паизиелло Lo sposo burlato[1].
- 1 августа — в Лондоне впервые опубликована песня «To Anacreon in Heaven[англ.]» со словами Ральфа Томлинсона (умер чуть ранее, 17 марта).
- 3 августа — миланский оперный театр «Ла Скала» открылся премьерой оперы Антонио Сальери «Признанная Европа»[1].
- 27 августа — в Париже встретились Моцарт и Иоганн Кристиан Бах[1].
- 14 октября — Вольфганг Амадей Моцарт прибывает в Страсбург, где дал три концерта[1].
- дата неизвестна — написана и впервые опубликована музыка Джона Стаффорда Смита к Анакреонтской песне[англ.], шутливому гимну «Анакреонтского общества» — клуба, объединявшего лондонских музыкантов. В 1889 году песня стала официально использоваться в Военно-морских силах США, затем в Белом доме (1916), а 3 марта 1931 года резолюцией Конгресса США была объявлена национальным гимном[2].

## Классическая музыка
- Карл Филип Эммануил Бах — «Sechs Clavier-Sonaten für Kenner und Liebhaber»
- Жан-Фредерик Эдельман — 3 Sonates, Op. 6, for harpsichord
- Франсуа-Жозеф Госсек — Symphonie concertante en fa majeur n° 2, à plusieurs instruments
- Йозеф Гайдн — Kleine Orgelsolomesse[англ.]
- Вольфганг Амадей Моцарт — 2 квартета для флейты (№ 2 и № 3), 2 концерта для флейты с оркестром (№ 1 и № 2), «Анданте», 4 сонаты для скрипки (№№ 18, 19, 20 и 22), «Alcandro, lo confesso», «Se al labbro mio non credi», «Basta», «Dans un bois solitaire», соната для скрипки и фортепиано (№ 17), «Kyrie», Sinfonia concertante, концерт для флейты и арфы с оркестром

## Опера
| - Дмитрий Бортнянский — «Алкид» - Карл Кристиан Агте — «Martin Velten» - Иоганн Кристиан Бах — «La Clemenza di Scipione» - Антон Бахшмидт — «Antigono» - Пьер-Жозеф Кандейль — «Les Deux comtesses» - Кристиан Каннабих — «Azakia» - Никколо Пиччини — «Роланд» - Мацей Каменский — «Счастье в несчастье» - Андре Гретри - «Суд Мидаса» - «Три возраста оперы» - «Ложная наружность, или Ревнивый любовник» - Йозеф Мысливечек - «Каллироя» - «Олимпиада» | - Чарльз Дибдин — «The Shepherdess of the Alps» - Антонио Саккини — Erifile - Антонио Сальери - «Признанная Европа» - «Школа ревности» - Доменико Чимароза - «Le stravaganze d’amore» - «Gli Amanti comici» - «L’Italiana in Londra» - «Возвращение дона Каландрино» - Джузеппе Сарти - «Scipione» - «I contrattempi» - «Адриан в Сирии» - «Olimpiade» |

## Публикации
- Уильям Биллингс[англ.] — сборник гимнов The Singing Master's Assistant, включая "Africa[англ.]"

## Родились
- 5 января — Фортунато Сантини[итал.], итальянский священник, композитор и музыкальный коллекционер (умер в 1861)
- 13 января — Антон Фишер, немецкий композитор (умер в 1808)
- 12 февраля — Франц Йозеф Фолькерт, композитор (умер в 1845)
- 14 февраля — Фернандо Сор, испанский классический гитарист-виртуоз и композитор (умер в 1839)
- 8 марта — Фридрих Август Канне, австрийский композитор, драматург и музыкальный критик саксонского происхождения (умер в 1839)
- 6 апреля — Джозеф Фанк[англ.], один из первых в США музыкальный педагог, издатель и композитор (умер в 1862)
- 8 мая — Иоганн Генсбахер[нем.], австрийский композитор, дирижёр и капельмейстер (умер в 1844)
- 28 мая — Фридрих Вестенхольц, немецкий гобоист Берлинской придворной капеллы и композитор (умер в 1840)
- 10 июля — Сигизмунд фон Нейком, австрийский композитор, пианист, музыкальный критик и дирижёр (умер в 1858)
- 29 июля — Карл Борромаус Нойнер[нем.] немецкий скрипач, контрабасист, певец и композитор (умер в 1830)
- 3 сентября — Жан-Никола Огюст Крейцер[фр.], французский скрипач и композитор, брат Родольфа Крейцера (умер в 1832)
- 14 ноября — Иоганн Непомук Гуммель, австрийский композитор и пианист-виртуоз (умер в 1837)

## Умерли
- 15 февраля — Иоганн Готлиб Гернер[англ.], немецкий органист и композитор (род. в 1697)
- 5 марта — Томас Арн, английский композитор и актёр, наиболее известен песней «Правь, Британия!» (род. в 1710)
- 8 мая — Лоренц Кристоф Мицлер, немецкий и польский медик, издатель и музыковед (род. в 1711)
- 2 июля — Жан-Жак Руссо, французский философ, писатель и композитор (род. в 1712)
- 3 июля — Анна Мария Моцарт, мать Вольфганга Амадея Моцарта (род в 1720, тиф)[1]
- 5 августа — Томас Линли-младший[англ.], один из самых ранних композиторов и исполнителей Англии, известен как «Английский Моцарт»,[3] старший сын композитора Томаса Линли-старшего[англ.] (род. в 1756)
- 14 августа — Огастус Монтегю Топлэди[англ.], английский священник и автор англиканских гимнов (род. в 1740)
- 24 августа — Йоханнес Рингк[нем.], немецкий органист, композитор и переписчик Баха (род. в 1717)
- 20 сентября — Квирино Гаспарини[итал.], итальянский композитор (род. в 1721)
- 30 октября — Давиде Перес[итал.], итальянский композитор (род. в 1711)
- 11 ноября — Энн Стил[англ.] — английский эссеист и автор баптистских гимнов (род. в 1717)
- Декабрь — Сэмюэл Линли[англ.] — английский гобоист и певец, младший композитора Томаса Линли-старшего (род. в 1760)
- 12 декабря — Герман Фридрих Раупах, немецкий композитор и клавирист, сын и ученик штральзундского органиста и композитора Кристофа Раупаха (род. в 1728)
- дата неизвестна
  - Америкус Бекерс[англ.], английский пианист, известный как «отец английского стиля игры на рояле» (год рождения не известен)[4]
  - Селестен Арс[фр.], французский священник, органист и клавесинист (род. в 1698)